# 東方百貨
東方百貨，為臺灣一間位於桃園縣桃園市（今桃園市桃園區）的百貨公司，1980年代成立，因為商業活動轉移因素而停業。
座落於中正路博愛路口，鄰近景福宮，1972年代竣工。建築物為地上十層，地下兩層商業大樓。設有遊樂場、戲院、超級市場等。曾為桃園市市民休閒活動場所之一，目前各樓層皆有公司行號進駐。